# ブランデンブルク工科大学

コトブス工科大学のロゴ

ブランデンブルク工科大学（ブランデンブルクこうかだいがく、Brandenburgische Technische Universität, BTU Cottbus - Senftenberg）は、ドイツ連邦共和国のブランデンブルク州コトブスにある大学である。東西ドイツ統一後の1991年に創立された。学長は、ヨルグ・シュタインバッハ (Jörg Steinbach) 博士。
学部は、4学部。教授122人、学生数4,657人（20%は留学生）、外国人研究者905人、協力者950人など（2007年）。

## 主要な研究テーマ
当大学の主要な研究テーマに、次の4つが挙げられる。
- 環境
- エネルギー
- 新素材
- 情報

これら主要なテーマの中で、大学は各々のケースで選ばれた課題を研究する。それらはお互いに関係があり、学際的で相互に補われる。
- 文化背景および地域の変化
- 文化背景の開発と評価
- エネルギー変換、伝達および使用
- 軽量化構造および機能材料
- 情報技術およびコミュニケーション
- 革新的な計画と建物
- 交通工学（車、ドライブ、航空および宇宙技術）
- 車および推進力の技術
- 技術的、社会的な人間、環境、および社会現象

## 学部
1. 自然科学、数学および計算機科学
2. 建築、土木工学および都市計画
3. 機械工学、電子工学および生産技術
4. 環境科学および化学工学

科学センターは以下の4つ。
1. 採鉱産業研究センター
2. 人間生態学センター
3. 管理科学センター
4. ブランデンブルク・エネルギー技術センター (CEBra)

### 研究コース（教科課程）
| 研究コース                           | 学位                 |
| ------------------------------------ | -------------------- |
| 建築                                 | 学士または修士       |
| 土木工学                             | 理学修士             |
| 電子ビジネス                         | 学士または修士       |
| 電気工業                             | 学士                 |
| 環境および資源管理                   | 学士、修士または博士 |
| ヨーロッパの水力情報科学および水管理 | 修士                 |
| コンピューターサイエンス             | 学士または修士       |
| 情報およびメディア技術               | 学士または修士       |
| 文化および技術                       | 学士または修士       |
| 土地利用および水管理                 |                      |
| 機械工学                             | 学士                 |
| 数学                                 |                      |
| 物理学                               |                      |
| 半導体物理                           | 学士または修士       |
| 都市および地域計画                   | 学士または修士       |
| 技術および革新管理                   | 理学修士             |
| 環境工学                             |                      |
| 化学工学                             | 学士                 |
| 生産管理技術                         |                      |
| レストランの経済学                   |                      |
| 経済科学                             |                      |
| 構造研究                             | 修士                 |
| 世界遺産研究                         | 修士                 |

## キャンパス

### 施設
各学部の建物、講義室、食堂、ホステル、図書館、競技場、スタジオがある。

### 文化施設
コトブス国立劇場は、アール・ヌーヴォー様式の劇場である。 大学には、学生クラブ「Muggefug」などがある。 Muggefugは、コンサート、映画館、およびディスコなどのイベントの場所としても使われる。 

### スポーツ施設
アメリカン・フットボール、ラクロス、ハンドボールおよびバレーボールが盛んである。バレーボールチームは、フライブルクでADHを獲得した。2006年に、バスケットボールチームは、ウルムにおいてADHカップを獲得した。

## 歴史
- 1948年、コトブスに建設学校が開かれ、1954年に工業大学となった。1963年に閉鎖された。
- 1969年、コトブス技術大学 (Ingenieur-Hochschule Cottbus) として再度創設された。
- 1989年10月、コトブス建築大学 (Hochschule für Bauwesen Cottbus) に名称を変更した。
- 1991年7月15日、コトブス工科大学 (Technische Universität Cottbus) が設立し、10月からの冬学期は、建築、土木工事、電気工学、環境科学、インダストリアルエンジニアのコースとなった。
- 1995年、大学の名称を現在のものに改称。12月6日、初代学長にエルンスト・ジクムント (Ernst Sigmund) 教授を選出した。
- 2004年12月、図書館を擁した新情報、通信、メディアセンター (IKMZ) が開設された。
- 2006年6月13日、新学長にユルゲン・クルト (Jürgen Kurth) 博士を選出した。
- 2007年2月27日、新学長にツィマーリ博士を選出した。
- 2013年7月1日、ラウジッツ大学(Hochschule Lausitz)と合併統合され、ブランデンブルク工科大学コトブス - ゼンフテンベルクに改名された。
- 2014年7月、ヨルグ・シュタインバッハが新学長に就任。